# دولیکول
دولیکول (به انگلیسی: Dolichol) با فرمول شیمیایی C۱۰۰H۱۶۴O یک ترکیب شیمیایی با شناسه پاب‌کم ۶۴۳۳۳۲۰ است. که جرم مولی آن ۱۳۸۲٫۳۷ g/mol می‌باشد. 